# 白滝山 (徳島県)
白滝山（しらたきやま）は、徳島県つるぎ町と三好市の境界に位置する山である。標高1,526.3m。

## 地理
矢筈山の北方約2kmの地点にあり、旧半田町・旧一宇村・旧東祖谷山村の境をなす。三角点は旧一宇村境からわずかに北に寄り、旧半田町・旧東祖谷山村の境界にある。石堂山の北東に延びる稜線にあり、独立峰の山容をなさない。半田川の水源となっている。
山名の「たき」は滝の意味ではなく、三好・祖谷の山間地方で崖を指す言葉である。白く輝く崖の山を「しらたき」と呼び、白岳と書いたのが、後に白滝山と転じた。白滝山は、石堂山の頂上と石堂神社の中間に位置する。これは、かつては白滝山が石堂山の一部と見られていたことを表している。